# 永恆的BLOODS
永恆的BLOODS（BLOODS）是日本二人組合近畿小子的第16張單曲。於2003年4月9日由傑尼斯娛樂唱片公司發行。

## 解說
本單曲是這幾年難得一見，讓人感到開朗清爽印象的作品。承著在發售前兩年2001年及2002年桑田佳祐之名，作品與這個擁有大受歡迎紀錄的可口可樂活動主題曲姿態攜手出現，所以在Oricon銷量榜的首批銷量比上張單曲超前，總銷量更超越上兩張單曲大受歡迎。
本單曲與上張單曲一樣，初回版及通常版的唱片封面不同，收錄歌曲也有所不同。初回版的歌詞本連內附照片共有6頁；而通常版則只有4頁。而收錄歌曲方面，初回版收錄A面曲、c/w曲，及兩首歌曲的純音樂版本合共4首；而通常版則沒有收錄兩首純音樂歌曲，取而代之是一首加送的歌曲，合共3首。
在音樂錄影帶方面，本年所發售過的3張單曲「永恆的BLOODS」、「把夢想留給心把愛留給你／閃耀☆渴望」、「薄荷糖」及1張專輯「G album -24/7-」的收錄曲『Bonnie Butterfly』，共4首歌曲的音樂錄影帶首次綴合成為一個含故事性的音樂電影『鏡中的六月』。本單曲的一部份提及剛本為一名活於2003年的青年，因一次時空交錯的機會下，誤打誤撞地到了1970年光一的家裡，與光一一家人渡過了一天的時光。
順帶一提的是本年發售的KinKi Kids唱片，在封面的右上角均會印有一個小型標示寫著「KinKi Kids 2003」。本單曲的標示是紅色的。

## 名稱
- 日語原名：BLOODS
- 中文意思：永遠的氣質
- 香港正東譯名：永遠的BLOODS
- 台灣艾迴譯名：永恆的BLOODS

## 收錄歌曲

### 初回版收錄歌曲
1. 永恆的BLOODS（BLOODS）
  - ※堂本光一參與演出的日本可口可樂廣告『No Reason! Coca-Cola 2003』主題曲。
  - 作曲：堂島孝平
  - 作詞：淺田信一
  - 編曲：ha-j
  - 弦樂編排：村山達哉
2. Funky Party
  - 作曲：久保田利伸
  - 作詞：Satomi
  - 編曲：杮崎洋一郎
3. 永恆的BLOODS (Instrumental)
  - 作曲：堂島孝平
  - 編曲：ha-j
  - 弦樂編排：村山達哉
4. Funky Party (Instrumental)
  - 作曲：久保田利伸
  - 編曲：杮崎洋一郎

### 通常版收錄歌曲
1. 永恆的BLOODS
2. Funky Party
3. 不要看那朵花（その花を見るな）
  - 作曲：Ooyagi Hiroo
  - 作詞：Ooyagi Hiroo
  - 編曲：Ooyagi Hiroo